# Reginald Arvizu
Reginald Quincy "Fieldy" Arvizu (Los Angeles, Kalifornia, 1969. november 2. –) az amerikai Korn nevű nu metal együttes basszusgitárosa, a StillWell gitárosa, az L.A.P.D. alapító tagja.

## Zenei karrier
Fieldy még a középiskolában megismerkedett Brian Welchcsel. Több zenekarban is zenéltek együtt, majd ahogy elvégezték a középiskolát, elváltak útjaik. Fieldy összeismerkedett James Shafferrel, és David Silveriával. Két másik taggal együtt megalapították az L.A.P.D.t (a rövidítés jelentése először Love And Peace Dude (Szeretet És Béke Haver), majd Laughing As People Die (Nevetünk, Ahogy Emberek Halnak) volt). Később csak ők hárman maradtak az L.A.P.D.-ből, ezért Fieldy felajánlotta, hogy vegyék be Brian Welchet, ismertebb nevén Headet, aki később 2005-ig a Korn gitárosa lett. Énekesnek pedig Jonathan Davist hívták, aki azelőtt a Sexart tagja volt. Így öten megalapították a Kornt, aminek Fieldy a mai napig tagja. Ő, Jonathan és Munky az alapító tagok, akik mai napig a Kornban zenélnek.
A "Fieldy" név egy viccből jött, amit a Kornon belül találtak ki. Először "Gopher"-nek hívták (magyarul: hörcsög), az arca miatt, amit nagyra fel tud fújni, mint a hörcsögök. A "Gopher"-ből "Gar" lett, a "Gar"-ból "Garfield", Garfield mesebeli macska után. A "Gar"-hoz "y"-t illesztettek, és a "Field"-et az elejére rakták, ami később csak "Fieldy"-re rövidült.
Az Ibanez a kedvenc márkája, az Ibanez SDGR SR505, egyszerűbben a K-5 az ő modellje, az ő aláírásával.
Jobbkezes, jobbkezes a gitárja is, a hangolás legtöbbször: A, D, G, C, F. A gitárjátéka könnyen felismerhető, a slap-eléséről, amivel olyan hangzást kelt, "mintha bilincsek csörögnének". Ujjal penget. Állítása szerint Flea a Red Hot Chili Peppersből, és Billy Gould a Faith No Moreból volt rá legnagyobb hatással.
Fieldy a Korn egyik legtermékenyebb számírója. A riffjei hiphop és heavy metal elemeket vegyesen tartalmaznak. Ebből többször is problémák adódtak. Az Issues után azt mondta, azért csinál egy mellékprojektet, mert a Korn többi tagja nem értékeli eléggé az ő törekvéseit a hiphop felé.
A Kornon kívül van egy mellékprojektje is, a Fieldy's Dream (magyarul: Fieldy álma), aminek a debütáló lemeze 2002. január 22-én jelent meg, Rock'n Roll Gangster címmel, és ez rap stílusú album. A korongon közreműködött Jonathan Davis is, a "Just For Now" című számon. Azóta megváltoztatta a stílust, a következő lemeze, a Bassically fúziós jazz stílusú lesz, elmondása szerint.
A StillWell debütáló albuma, a Dirtbag 2011. május 10-én jelent meg, amin ő gitározik.

## Magánélete
2006. május 16-án, kedden vette el harmadik feleségét, Dena Beber-t, akivel együtt él mai napig. Dena-nak ő az első férje. James Shaffer "Munky" akusztikus gitáron játszott az esküvőn. Két lánya van, a második házasságából, Sarina és Olivia Arvizu, az édesanyjuk neve Shela Arvizu. 2007-ben Dena is gyermeket hozott a világra, kisfiút, akit Izraelnek neveztek el. Fieldy keresztény.
2009. március 10-én jelent meg a könyve, a Got the Life, ami az életéről szól, hogyan szokott le a drogról, és találta meg Istent. Van egy Got the Life című Korn szám.
Az egyik tetoválást Fred Durst csinálta. Ő mutatta be Fredet a többi tagnak, neki köszönhetik, hogy ismerik a Limp Bizkitet, így ők neki köszönhetik a sikerüket.

## Diszkográfia
Fieldy's Dreams:
- Rock'n Roll Gangster (2002)

L.A.P.D.:
- Love and Peace, Dude EP (1989)
- Who's Laughing Now (1991)

Korn:
- Neidermeyer's Mind (1993)
- Korn (1994)
- Life Is Peachy (1996)
- Follow the Leader (1998)
- Issues (1999)
- All Mixed Up (EP) (1999)
- Untouchables (2002)
- Take a Look in the Mirror (2003)
- Greatest Hits Vol. 1 (2004)
- See You on the Other Side (2005)
- Live & Rare (2006)
- Címtelen Korn-album (2007)
- MTV Unplugged: Korn (2007)
- Korn: Collected (2009)
- Korn Digital EP 1 (2009)
- Korn III: Remember Who You Are (2010)
- Korn Digital EP 2 (2010)
- Korn Digital EP 3 (2010)
- The Essential Korn (2011)
- The Path of Totality (2011)